# Equivalent en TNT
L'expressió equivalent en TNT es refereix a un mètode empíric per mesurar l'energia alliberada durant una explosió o d'altres fenòmens que causen grans aixecaments geològics en un breu període. La unitat bàsica és d'una tona de TNT, és a dir, l'energia alliberada per l'explosió de prop d'una tona de trinitrotoluè (TNT). Aquesta unitat no és part del sistema SI, però no obstant això resulta molt comú.
Les quilotones (kt) i megatones (Mt) de TNT han estat tradicionalment utilitzats per quantificar l'energia alliberada durant la detonació d'armes nuclears. Aquestes unitats apareixen en diversos tractats sobre les armes nuclears, perquè es pot comparar el poder destructiu de les diferents armes. Des de la dècada del 1990 s'utilitzen també per a quantificar l'energia alliberada en fenòmens d'alta energia (per exemple, un terratrèmol una erupció vocànica o la col·lisió d'un asteroide). Per exemple, s'estima que l'asteroide que impactà a finals del Cretaci a Chicxulub (Yucatàn) i extingí els dinosaures, ara fa uns 65 milions d'anys, devia alliberar una energia equivalent a 100 milions de megatones (100 teratones).

## Valor
L'explosió d'un gram de TNT produeix entre 980 i 1.100 calories. Per definir la tona, un gram ha estat arbitràriament normalitzat a 1.000 calories termoquímics, que és exactament igual a 4.184 J. Per donar una comparació, un gram de carbohidrats conté al voltant de 4 kcal d'energia. I el contingut energètic de la fusta és tres vegades superior al del TNT. Per tant, no només cal tenir en compte la quantitat d'energia alliberada, sinó també en quant temps ho fa. Al cap i a la fi, el mètode és mesurar les ones de pressió explosiva generades.
L'energia alliberada per una explosió es calcula habitualment a partir del treball termodinàmic de la detonació el qual, en el cas del TNT, s'ha determinat precisament en 1.120 Calth/g basant-se en l'estudi de moltes explosions aèries. Els càlculs teòrics estimaven 1.160 Calth/g. El valor mesurat (en sentit termodinàmic) de la calor alliberada per un gram de TNT ascendeix només a 651 calories termoquímiques ≈ 2.724 J,
però això no és essencial per calcular els efectes destructius d'una explosió.
| Massa en grams de TNT | Símbol | Massa en tones de TNT | Símbol | Energia      |
| --------------------- | ------ | --------------------- | ------ | ------------ |
| gram                  | g      | microtona             | μt     | 4,184×103 J  |
| quilogram             | kg     | militona              | mt     | 4,184×106 J  |
| megagram              | Mg     | tona                  | t      | 4,184×109 J  |
| gigagram              | Gg     | kilotona              | kt     | 4,184×1012 J |
| teragram              | Tg     | megatona              | Mt     | 4,184×1015 J |
| petagram              | Pg     | gigatona              | Gt     | 4,184×1018 J |

## Efectes
Si una bomba de 50 quilotones, que és significativament superior a la potència combinada de Little Boy i Fat Man (les bombes d'Hiroshima i Nagasaki, respectivament), explotés a la superfície de la Terra, això es traduiria en una bola de foc de 160 metres de diàmetre que hauria de durar una mica més d'un segon. La calor seria suficient per cremar fatalment qualsevol persona sense protecció, situada dins un radi de 3,4 quilòmetres. L'explosió seria suficient per a destruir la majoria dels edificis residencials i comercials en un radi de 2,7 quilòmetres. Dins d'un radi d'1 quilòmetre, gairebé tot el que està per sobre del terra seria destruït i l'explosió mataria a qualsevol que estigués allà. Amb 1,8 quilòmetres, la majoria de persones rebrien una dosi de radiació de 500 rem, provocant una taxa de mortalitat d'entre el 50% i el 90%. Per contra, és poc probable que algú pogués sobreviure tant a l'impacte com a la calor a aquesta distància. Grans quantitats de materials radioactius es dispersen en l'atmosfera.